# Metropolis Software
Metropolis Software – polski producent gier komputerowych. Przedsiębiorstwo zostało założone przez Adriana Chmielarza i Grzegorza Miechowskiego w 1992, rozwiązana w 2009 roku.

## Historia
Metropolis Software powstał w 1992 roku, przy okazji tworzenia gry Tajemnica statuetki. Wydał również Teenagenta w wersji na komputery osobiste (wersje na 3 dyskietkach oraz Nowy Teenagent na CD) i komputery Amiga.
Po sukcesie Teenagenta, ogłoszono rozpoczęcie prac nad pięcioma projektami:
- Human Blood, pierwotnie Dark Corners – bijatyka w stylu FX Fighter z postaciami zbudowanymi z wielokątów, premiera przewidziana na lato 1996, projekt anulowano
- Haunted City – bijatyka w stylu beat’em up, zawierająca w pełni digitalizowanych wojowników. Do realizacji gry wypożyczono kostiumy z teatru, a jako model miał służyć m.in. szef stołecznej siłowni. Planowano 5 poziomów, 35 wrogów i grę w rozdzielczości 640x480 w 256 kolorach. Premierę przewidziano na wiosnę 1996, projekt anulowano.
- Aquafight – strzelanka w stylu Defendera, z prerenderowanymi animacjami w intrze i przerywnikach. Projekt przerodził się w grę Katharsis.
- Książę i tchórz – gra przygodowa nawiązująca historią do powieści Książę i żebrak Marka Twaina. Za scenariusz odpowiedzialny był Jacek Piekara, premierę zaplanowano na jesień 1996 roku, grę ostatecznie ukończono i wydano w 1998 roku.
- Tower of the World – połączenie gry strategicznej, przygodowej i cRPG autorstwa Wiktora Żwikiewicza i Jarosława Chrostowskiego (tworzących spółkę Yawor), którzy poświęcili projektowi prawie 5 lat, finansowane przez Metropolis. Pierwotnie, gra miała ukazać się na Amigę 1200/4000, acz z czasem wersją priorytetową została wersja na PC. Media przyjęły zapowiedź gry wysoce entuzjastycznie, oczekując wielkiego świata i rozbudowanej rozgrywki, na miarę Might and Magic. Projekt przerósł moce twórców, a Chrostowski mimo trudnej sytuacji zwrócił Metropolis wszystkie środki wyłożone przez inwestora na produkcję.

W 1999 roku z przedsiębiorstwa w wyniku konfliktu z Miechowskim odszedł Adrian Chmielarz, który założył studio People Can Fly. W 2008 roku Metropolis Software został wykupiony przez CD Projekt, a we wrześniu 2009 zakończyło swoją działalność. Metropolis Software wydał 12 produkcji.
W grudniu 2009 grupa jego byłych pracowników założyła nową spółkę, 11 bit studios.

## Gry
- Tajemnica statuetki (1993)
- Teenagent (1994)
- Katharsis (1997)
- Książę i tchórz (1998)
- Reflux (1998)
- Gorky 17 (1999)
- Archangel (2002)
- Gorky Zero: Fabryka niewolników (2003)
- Gorky 02: Aurora Watching (2004)
- Skoki narciarskie 2006 (2005)
- Infernal (2007)
- They (projekt anulowany)
- Wiedźmin (projekt anulowany)[6]